# Rhondda (rivière)

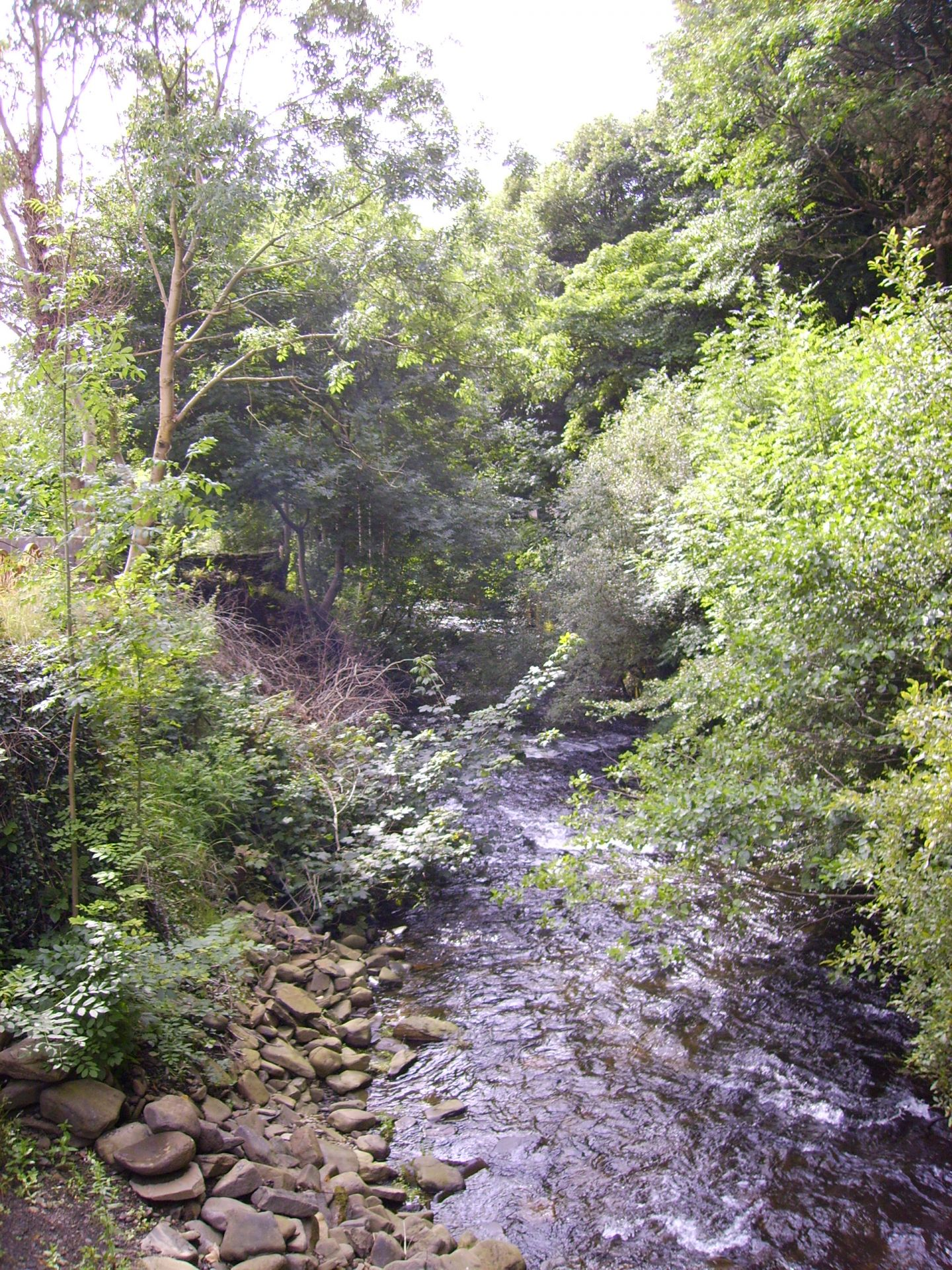
La Rhondda à sa source de Blaenrhondda.

La Rhondda (gallois : Afon Rhondda) est une rivière du sud du Pays de Galles, longue d'environ 25 km, possédant deux grands affluents : la Rhondda Fawr (anglais : Large Rhondda) et la Rhondda Fach (anglais : Little Rhondda).

## Description

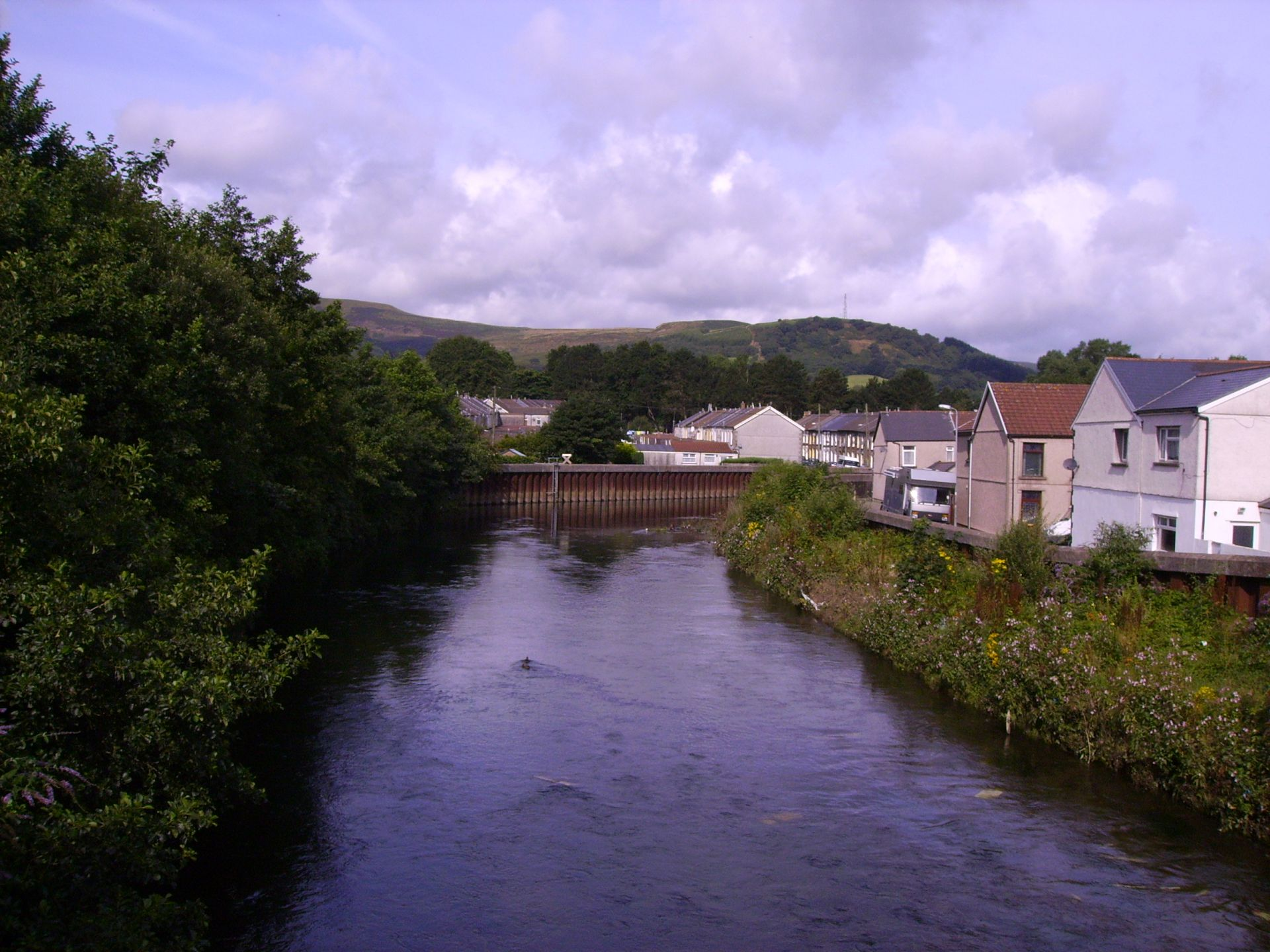
La Rhondda Fawr à Gelli avec, au second plan, les palplanches tenant la digue.

Malgré leurs noms, les deux affluents sont de longueur comparable. Tous deux ont une vallée en auge typique des vallées glaciaires, creusés par des glaciations successives qui ont profondément entaillé les épais schistes du sud du Pays de Galles, où les horizons de grès et de shales alternent avec des bancs de houille d'époque Carbonifère. Le cours de la rivière et le paysage environnant ont été artificialisés par l'extraction du charbon et les villages de mineurs, qui se sont multipliés pour exploiter les riches veines de houille. Une bonne partie de la vallée a été affectée d'une forte subsidence liée aux effondrements miniers. Les maisons et les rues se sont enfoncées par rapport au lit de la rivière et il a fallu construire des digues en palplanches (appelées Rhondda walls) pour contenir les eaux.

## Cours
La source de la Rhondda Fawr, appelée Ffynnon y Gwalciau (alt. 544 m), se trouve sur le coteau oriental du Craig y Llyn, au sud de Llyn Fawr. Le bras principal, Nant Carn Moesen (ou Nant Carfoesen) dévale d'un plateau sur 1 500 m, et se combine au Nant Garreg-lwyd et au Nant Melyn pour donner naissance à la Rhondda. La rivière poursuit une  descente tumultueuse à travers des gorges escarpées jusqu'au pied du Pen Pych. Elle arrose Blaenrhondda, où elle reçoit les apports du Nant y Gwair selon un schéma classique de hanging valley, et descend la vallée de la Rhondda (gallois : Cwm Rhondda) en irriguant un chapelet de village miniers : Treherbert, Treorchy, Pentre, Ton Pentre, Ystrad Rhondda, Llwynypia, Tonypandy, Dinas, Porth et Trehafod, avant de se déverser dans la Taff à Pontypridd. 
La Rhondda Fach prend sa source à 1 500 m à l'est de celle de la Rhondda Fawr, dans les collines surplombant Blaenrhondda, au milieu des marais séparant Mynydd Beili Glas de Mynydd Bwllfa (alt. 489 m,). Ce ruisseau est canalisé par le barrage de Lluest-wen, arrose Maerdy puis Ferndale, Tylorstown et Ynyshir avant de se déverser dans la Rhondda à Porth.

## Qualité de l'eau
L'activité minière a eu un impact catastrophique sur la qualité de l'eau, les eaux d'exhaure étant rejetées sans autre précaution dans la rivière. Pendant plus d'un siècle, la rivière, rendue continuellement turbide par la charge en poussière de charbon, n'abritait plus aucune forme de vie. Peu à peu, les autorités mirent en place un retraitement minimal de l'eau et rejet des eaux retraitées dans un seul bras de la rivière. 
Depuis le début des années 1970, la qualité de l'eau de la rivière s'est systématiquement améliorée, surtout depuis la fermeture de toutes les mines de charbon et les investissements dans l'assainissement.